# Давидова Ганна Іванівна
Ганна Іванівна Давидова (нар. 1923) — краща доярка Переславського району Ярославської області; Герой Соціалістичної Праці (1966).

## Біографія
Ганна Іванівна народилася в 1923 році в селі Алексіно Переславського району Ярославської області.
Долучилася до сільської праці з восьми років, заробляла вже з дванадцяти років. З п'ятнадцяти років працювала на текстильній фабриці в Бельково і вчилася у вечірній школі. В сімнадцять років, після смерті матері, повернулася на батьківщину і стала працювати в колгоспі «Нове життя».
У 1947 році Давидову обрали бригадиром. На її ділянці було близько 200 гектарів землі. Незабаром ця бригада стала кращою в колгоспі. Потім Ганна Іванівна стала завідувати молочно-товарною фермою і, тимчасово, вівчарською фермою.
У 1961 році колгосп «Нове життя» був приєднаний до навчгоспу «Дружба». На Алексінській фермі навчального господарства Давидова стала телятницею, а потім дояркою дослідної групи. Експеримент навчального господарства полягав у тому, щоб перевірити роздій корів-первісток ярославської породи телятами. Цей спосіб виявився найкращим з усіх боків: і для роздоювання первісток, і для живлення телят.
У 1964 році Ганна Іванівна отримала від кожної корови по 3382 кілограма молока; в 1965 році Давидова отримала за 4486 кілограма молока з корови, що відзначено бронзовою медаллю ВДНГ. Герой Соціалістичної Праці (22.03.1966).
Сім'я: чоловік — Сергій Давидов, ветеринар; діти — Галина Сергіївна, Микола Сергійович і Маргарита Сергіївна Давидові.